# Declarația de independență a Republicii Kosovo din 2008
Declarația de independență din 2008 a fost o acțiune a instituțiilor provizorii de autoguvernare a Adunării din Kosovo adoptată la 17 februarie 2008 cu unanimitate de cvorum (109 membri) declarând independența Kosovo față de Serbia.
Aceasta a fost cea de-a doua declarație de independență a majorității instituțiilor politice albaneze din provincia Kosovo, prima având loc la 7 septembrie 1990.
Serbia intenționează să ceară sprijin și validare internațională pentru poziția în care din 2008, declarația de independență a provinciei Kosovo este "ilegală" la Curtea Internațională de Justiție, în urma aprobării solicitării Serbiei a unui aviz consultativ cu privire la acest subiect în octombrie 2008 de Adunarea Generală a Națiunilor Unite.

## Reacția Serbiei
La data de 12 februarie 2008, Guvernul Serbiei a instituit un Plan de Acțiune de a combate independența anticipată din Kosovo, prin care stimula printre altele rechemarea ambasadorilor Serbiei pentru consultări de protest din partea oricărui posibil stat care va recunoaște Kosovo. Activitățile ambasadorilor din partea țărilor care au recunoscut independența au fost reduse cu întâlnirile oficialilor din cadrul Ministerului de Externe.
Pe 18 februarie 2008, Ministerul Sârb de Interne a emis un mandat de arestare împotriva lui Hashim Thaçi, Fatmir Sejdiu și Jakup Krasniqi acuzându-i de înaltă trădare.
Pe 8 martie 2008, Prim Ministrul Vojislav Koštunica și-a dat demisia dizolvând coaliția guvernului, susținând că era prea divizat asupra situației Kosovo pentru a mai putea continua. Pe 11 mai 2008 s-au desfășurat alegeri parlamentare anticipate împreună cu alegeri locale. Președintele Boris Tadić susținea că guvernul căzuse „deoarece nu exista niciun acord cu privire la integrarea UE”.
Pe 24 martie 2008, Slobodan Samardžić, Ministerul pentru Kosovo și Metohia, a propus partiționarea provinciei Kosovo pe criterii etnice, cerând Națiunilor Unite să asigure Belgradului că poate controla instituțiile cheie și să opereze în zonele un sârbii formează o majoritate dar alți membrii ai guvernului au respins această propunere. La 25 martie 2008, fostul prim-ministru, Vojislav Koštunica a declarat că aderarea la UE ar trebui să fie „lăsată deoparte”, până când Bruxelles, va declara, dacă recunoaște Serbiei granițele interioare existente.
La data de 24 iulie 2008, Guvernul a decis să-și trimită ambasadorii înapoi în țările UE. Alți ambasadori s-au întors ca urmare a rezultatului pozitiv al votului în Adunarea Generală a ONU. Serbia a expulzat reprezentanții diplomatici din toate țările care au recunoscut ulterior independența Kosovo: Muntenegru, Republica Macedonia și Malaezia.